# Harry Lane Englebright

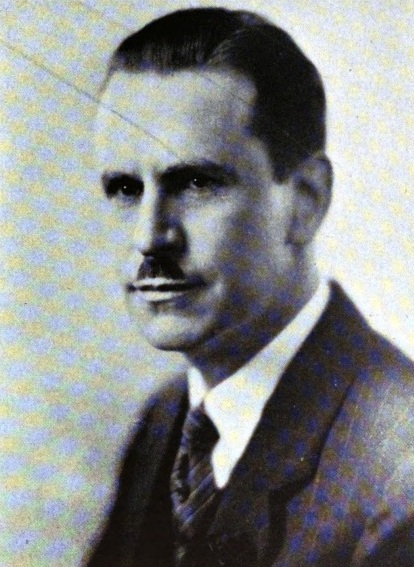
Harry Lane Englebright

Harry Lane Englebright (* 2. Januar 1884 in Nevada City, Kalifornien; † 13. Mai 1943 in Bethesda, Maryland) war ein US-amerikanischer Politiker. Zwischen 1926 und 1943 vertrat er den Bundesstaat Kalifornien im US-Repräsentantenhaus.

## Werdegang
Harry Englebright war der Sohn des Kongressabgeordneten William F. Englebright (1855–1915). Er besuchte die öffentlichen Schulen seiner Heimat und studierte danach an der University of California in Berkeley. Danach betätigte er sich als Bergbauingenieur. Außerdem war er als Geologe beim Land Office beschäftigt. Zwischen 1911 und 1914 arbeitete Englebright für die Conservation Commission des Staates Kalifornien. Außerdem war er an mehreren Unternehmen im Bergbau beteiligt. Politisch war er Mitglied der Republikanischen Partei.
Nach dem Tod des Abgeordneten John E. Raker wurde Englebright bei der fälligen Nachwahl für den zweiten Sitz von Kalifornien als dessen Nachfolger in das US-Repräsentantenhaus in Washington, D.C. gewählt, wo er am 31. August 1926 sein neues Mandat antrat. Nach neun Wiederwahlen konnte er bis zu seinem Tod am 13. Mai 1943 im Kongress verbleiben. Ab 1933 war er der Whip der republikanischen Fraktion. Während seiner Zeit im Kongress wurden dort ab 1933 die New-Deal-Gesetze der Bundesregierung unter Präsident Franklin D. Roosevelt verabschiedet. Seit 1941 war auch die Arbeit des Kongresses von den Ereignissen des Zweiten Weltkrieges bestimmt. Harry Englebright wurde in seinem Geburtsort Nevada City beigesetzt.